# Ришар, Шарль-Луи
Шарль-Луи Ришар (фр. Charles-Louis Richard, 1711, Бленвиль-сюр-л'О (Лотарингия) — 1794, Монс (Бельгия)) — французский богослов и историк. Выступал против энциклопедистов, после французской революции бежал в Бельгию, расстрелян французскими войсками.

## Биография
Ришар родился в апреле 1711 года в городке Бленвиль-сюр-л'О в независимом тогда герцогстве Лотарингия в обедневшей аристократической семье. Там же окончил школу. В возрасте 16 лет постригся в монахи Доминиканского ордена и переехал в Париж, где окончил Сорбонну. Проповедовал в защиту религии, активно выступал против энциклопедистов Жан Лерон Д’Аламбера и Вольтера. После Великой французской революции отказался присягать на верность гражданскому устройству духовенства и бежал в Бельгию, где жил в городе Монс. При вторжении французских войск в Бельгию из-за своего преклонного возраста не смог бежать, некоторое время прятался, но в конце концов был пойман, арестован и расстрелян 16 августа 1794 года по решению военного трибунала за публикацию в том же году работы «Параллели между евреями, распявшими Иисуса Христа, и французами, казнившими своего короля» (Parallèle des Juifs qui ont crucifié Jésus-Christ, avec les Français qui ont exécuté leur roi).

## Основные труды
- Parallèle des Juifs qui ont crucifié Jésus-Christ, avec les Français qui ont exécuté leur roi (Mons, 1794)
- Bibliothèque sacrée, ou dictionnaire universelle des sciences ecclésiastiques (5 vols., Paris, 1760)
- Supplément (Paris, 1765), the last and enlarged edition being that of Paris, 1821–27, 29 vols.
- Analyses des conciles généraux et particuliers (5 vols., Paris, 1772–77).